# Strongoli
Strongoli er en italiensk by i provinsen Crotone i Calabrien. Den lægger også navn til en kommune, og befolkningstallet for by og kommune er på ca. 6000 personer. 

## Historie
I antikken lå oldtidsbyen, Petelia, hvor det nuværende Strongoli er placeret. Iflg. traditionen skulle den være grundlagt af sagnhelten, Filoktetes.
Strongoli er den italienske barokkomponist Leonardo Vincis fødeby.

## Erhverv
I Strongoli produceres især vin, korn og citroner, og der er en udbredt kvægavl. 

## Fodnoter
1. ↑  demo.istat.it (fra Wikidata).
2. ↑  "Petelia Strongoli". Arkiveret fra originalen 28. februar 2010. Hentet 3. marts 2010.